# Víkurnúpur
Víkurnúpur är en kulle i republiken Island. Den ligger i regionen Norðurland vestra, 180 km norr om huvudstaden Reykjavík. Toppen på Víkurnúpur är 150 meter över havet.
Trakten runt Víkurnúpur är nära nog obefolkad, med mindre än två invånare per kvadratkilometer. Närmaste större samhälle är Blönduós, omkring 18 kilometer öster om Víkurnúpur. Trakten runt Víkurnúpur består i huvudsak av gräsmarker.